# Сканеры уязвимостей
Ска́неры уязви́мостей — это программные или аппаратные средства, служащие для осуществления диагностики и мониторинга сетевых компьютеров, позволяющее сканировать сети, компьютеры и приложения на предмет обнаружения возможных проблем в системе безопасности, оценивать и находить уязвимости.
Сканеры уязвимостей позволяют проверить различные приложения в системе на предмет наличия «дыр», которыми могут воспользоваться злоумышленники. Также могут быть использованы низкоуровневые средства, такие как сканер портов, для выявления и анализа возможных приложений и протоколов, выполняющихся в системе.

## Типы сканеров уязвимостей
Работу сканера уязвимостей можно разбить на 4 шага:
1. Обычно, сканер сначала обнаруживает активные IP-адреса, открытые порты, запущенную операционную систему и приложения.
2. Составляется отчёт о безопасности (необязательный шаг).
3. Попытка определить уровень возможного вмешательства в операционную систему или приложения (может повлечь сбой).
4. На заключительном этапе сканер может воспользоваться уязвимостью, вызвав сбой операционной системы или приложения.

Сканеры могут быть вредоносными или «дружественными». Последние обычно останавливаются в своих действиях на шаге 2 или 3, но никогда не доходят до шага 4.
Среди сканеров уязвимостей можно выделить:
- Сканер портов
- Сканеры, исследующие топологию компьютерной сети
- Сканеры, исследующие уязвимости сетевых сервисов
- Сетевые черви
- CGI-сканеры ("дружественные" — помогают найти уязвимые скрипты)

## Программное обеспечение
Десятка лучших по мнению insecure.org сканеров уязвимости (2006 г.)
1. Nessus: Оценка уязвимостей под UNIX
2. GFI LANguard: Коммерческий сканер сетевых уязвимостей под Windows
3. Retina: Коммерческий сканер для оценки уязвимостей
4. Core Impact: Автоматизированный продукт для тестирования несанкционированных проникновений в систему
5. ISS Internet Scanner: Оценка уязвимостей на уровне приложений
6. X-scan: Сканер для исследования сетевых уязвимостей
7. Sara: Security Auditor’s Research Assistant
8. QualysGuard: Сканер уязвимостей (веб-сервис)
9. SAINT: Security Administrator’s Integrated Network Tool
10. MBSA: Microsoft Baseline Security Analyzer

Прочие известные сканеры уязвимостей:
- XSpider
- OpenVAS
- ERPScan сканер безопасности SAP
- SurfPatrol
- COMPLAUD
- RedCheck